# Europamästerskapen i fälttävlan 1971
Europamästerskapen i fälttävlan 1971 arrangerades i Burghley, Storbritannien. Tävlingen var den 10:e upplagan av europamästerskapen i fälttävlan.

## Resultat
| Placering | Ryttare         | Häst          | Land |
| --------- | --------------- | ------------- | ---- |
| 1         | Princess Anne   | Doublet       | GBR  |
| 2         | Debbie West     | Baccarat      | GBR  |
| 3         | Stewart Stevens | Classic Chips | GBR  |
| 11        | Jan Jönsson     | Sarajewo      | SWE  |

| Placering | Land           |
| --------- | -------------- |
| 1         | Storbritannien |
| 2         | Sovjetunionen  |
| 3         | Irland         |